# Čpavkovač
Čpavkovač je stroj na podpovrchovou aplikaci bezvodého amoniaku (čpavku) NH3 do půdy. Kapalný amoniak je v tlakové nádrži. Přetlakem par vytéká potrubím přes uzavírací ventil, dávkovač a rozdělovač do dlátovitých zapravovacích radliček. Čpavkovač zapravuje kapalný amoniak do hloubky 8–12 cm. Používá se k vegetačnímu hnojení okopanin, hnojení luk a k obohacování kompostů dusíkem.